# Jerramungup Shire
Koordinaten: 33° 56′ S, 118° 55′ O

Das Shire of Jerramungup ist ein lokales Verwaltungsgebiet (LGA) im australischen Bundesstaat Western Australia. Das Gebiet ist 6507 km² groß und hat etwa 1100 Einwohner (2016).
Jerramungup liegt im Süden des Staates an der australischen Südküste etwa 360 Kilometer südöstlich der Hauptstadt Perth. Der Sitz des Shire Councils befindet sich in der Ortschaft Jerramungup, wo etwa 250 Einwohner leben (2016).

## Verwaltung
Der Jerramungup Council hat sieben Mitglieder. Sie werden von allen Bewohnern des Shires gewählt. Jerramungup ist nicht in Bezirke unterteilt. Aus dem Kreis der Councillor rekrutiert sich auch der Vorsitzende des Councils (Shire President).